# 艾普爾峰
47°40′25″N 11°55′28″E / 47.67361°N 11.92444°E

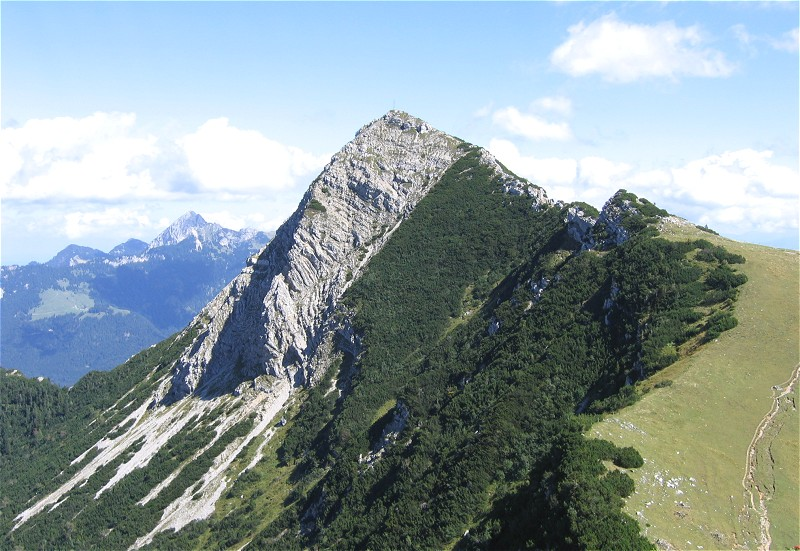

艾普爾峰（德語：Aiplspitz），是德國的山峰，位於該國東南部，由巴伐利亞負責管轄，屬於芒法爾山脈的一部分，距離霍赫米辛山1.9公里，海拔高度1,759米，每年平均降雨量1,764毫米。